# Otto Kuchenbecker
Otto Albert August Kuchenbecker (Demmin, 16 ottobre 1907 – Bad Nenndorf, 14 novembre 1990) è stato un cestista tedesco.

## Carriera
Con la Germania ha disputato due partite alle Olimpiadi del 1936.